# كوم الرف (المفرق)
كوم الرف منطقة سكنية تقع في لواء البادية الشمالية، محافظة المفرق في الأردن. تنتمي المنطقة لقضاء صبحا الذي يضم 7 مناطق. يقدر عدد سكانها بـ 1267 نسمة حسب إحصاء 2015.

## الوصلات الخارجية
- دائرة الاحصاءات العامة